# Bisetocreagris furax
Bisetocreagris furax es una especie de arácnido del orden Pseudoscorpionida de la familia Neobisiidae.

## Distribución geográfica
Se encuentra en Afganistán.